# Gran Premio de Malasia de Motociclismo de 2004
El Gran Premio de Malasia de Motociclismo de 2004 fue la decimocuarta prueba del Campeonato del Mundo de Motociclismo de 2004. Tuvo lugar en el fin de semana del 8 al 10 de octubre de 2004 en el Circuito Internacional de Sepang, situado en Sepang, Selangor, Malasia. La carrera de MotoGP fue ganada por Valentino Rossi, seguido de Max Biaggi y Alex Barros. Dani Pedrosa ganó la prueba de 250cc, por delante de Sebastián Porto y Toni Elías. La carrera de 125cc fue ganada por Casey Stoner, Andrea Dovizioso fue segundo y Álvaro Bautista tercero.

## Resultados MotoGP
| Pos | Piloto            | Constructor | Tiempo/Retirado | Grilla | Puntos |
| --- | ----------------- | ----------- | --------------- | ------ | ------ |
| 1   | Valentino Rossi   | Yamaha      | 43:29.146       | 1      | 25     |
| 2   | Max Biaggi        | Honda       | +3.666          | 7      | 20     |
| 3   | Alex Barros       | Honda       | +9.299          | 2      | 16     |
| 4   | Nicky Hayden      | Honda       | +19.069         | 6      | 13     |
| 5   | Makoto Tamada     | Honda       | +21.155         | 5      | 11     |
| 6   | Loris Capirossi   | Ducati      | +21.268         | 11     | 10     |
| 7   | Sete Gibernau     | Honda       | +21.881         | 4      | 9      |
| 8   | Shinya Nakano     | Kawasaki    | +22.167         | 3      | 8      |
| 9   | Carlos Checa      | Yamaha      | +23.150         | 9      | 7      |
| 10  | Troy Bayliss      | Ducati      | +32.615         | 14     | 6      |
| 11  | Colin Edwards     | Honda       | +33.958         | 12     | 5      |
| 12  | Norifumi Abe      | Yamaha      | +44.302         | 16     | 4      |
| 13  | Rubén Xaus        | Ducati      | +55.235         | 15     | 3      |
| 14  | Yukio Kagayama    | Suzuki      | +1:09.580       | 20     | 2      |
| 15  | Jeremy McWilliams | Aprilia     | +1:10.376       | 18     | 1      |
| 16  | Garry McCoy       | Aprilia     | +1:16.134       | 19     |        |
| 17  | Nobuatsu Aoki     | Proton      | +1:55.097       | 21     |        |
| 18  | James Ellison     | Harris WCM  | +1 Lap          | 23     |        |
| 19  | Youichi Ui        | Harris WCM  | +1 Lap          | 24     |        |
| Ret | Marco Melandri    | Yamaha      | Retirement      | 10     |        |
| Ret | James Haydon      | Proton      | Retirement      | 22     |        |
| Ret | Alex Hofmann      | Kawasaki    | Retirement      | 13     |        |
| Ret | Neil Hodgson      | Ducati      | Retirement      | 17     |        |
| Ret | John Hopkins      | Suzuki      | Retirement      | 8      |        |

## Resultados 250cc
| Pos | Piloto            | Constructor | Tiempo/Retirado | Grilla | Puntos |
| --- | ----------------- | ----------- | --------------- | ------ | ------ |
| 1   | Dani Pedrosa      | Honda       | 43:03.507       | 2      | 25     |
| 2   | Sebastián Porto   | Aprilia     | +13.513         | 1      | 20     |
| 3   | Toni Elías        | Honda       | +13.585         | 5      | 16     |
| 4   | Alex de Angelis   | Aprilia     | +25.027         | 4      | 13     |
| 5   | Randy de Puniet   | Aprilia     | +49.978         | 3      | 11     |
| 6   | Franco Battaini   | Aprilia     | +1:02.582       | 9      | 10     |
| 7   | Fonsi Nieto       | Aprilia     | +1:02.670       | 7      | 9      |
| 8   | Hugo Marchand     | Aprilia     | +1:09.360       | 12     | 8      |
| 9   | Chaz Davies       | Aprilia     | +1:09.492       | 18     | 7      |
| 10  | Naoki Matsudo     | Yamaha      | +1:20.994       | 17     | 6      |
| 11  | Alex Baldolini    | Aprilia     | +1:25.105       | 16     | 5      |
| 12  | Dirk Heidolf      | Aprilia     | +1:28.030       | 21     | 4      |
| 13  | Héctor Faubel     | Aprilia     | +1:30.746       | 20     | 3      |
| 14  | Jakub Smrž        | Honda       | +1:31.221       | 15     | 2      |
| 15  | Johan Stigefelt   | Aprilia     | +1:31.561       | 19     | 1      |
| 16  | Marcellino Lucchi | Aprilia     | +1:32.219       | 13     |        |
| 17  | José David de Gea | Honda       | +1:43.502       | 22     |        |
| 18  | Joan Olivé        | Aprilia     | +1:48.609       | 24     |        |
| 19  | Gregory Leblanc   | Aprilia     | +1:48.812       | 25     |        |
| 20  | Radomil Rous      | Aprilia     | +2:07.022       | 27     |        |
| Ret | Hiroshi Aoyama    | Honda       | Retirement      | 6      |        |
| Ret | Alex Debón        | Honda       | Retirement      | 11     |        |
| Ret | Taro Sekiguchi    | Yamaha      | Retirement      | 26     |        |
| Ret | Roberto Rolfo     | Honda       | Retirement      | 10     |        |
| Ret | Anthony West      | Aprilia     | Retirement      | 8      |        |
| Ret | Erwan Nigon       | Yamaha      | Retirement      | 14     |        |
| Ret | Sylvain Guintoli  | Aprilia     | Retirement      | 23     |        |

## Resultados 125cc
| Pos | Piloto                   | Constructor | Tiempo/Retirado | Grilla | Puntos |
| --- | ------------------------ | ----------- | --------------- | ------ | ------ |
| 1   | Casey Stoner             | KTM         | 43:10.360       | 3      | 25     |
| 2   | Andrea Dovizioso         | Honda       | +0.029          | 1      | 20     |
| 3   | Álvaro Bautista          | Aprilia     | +6.547          | 13     | 16     |
| 4   | Roberto Locatelli        | Aprilia     | +11.579         | 7      | 13     |
| 5   | Fabrizio Lai             | Gilera      | +17.136         | 10     | 11     |
| 6   | Julián Simón             | Aprilia     | +17.146         | 15     | 10     |
| 7   | Mattia Pasini            | Aprilia     | +24.985         | 17     | 9      |
| 8   | Gábor Talmácsi           | Malaguti    | +25.057         | 11     | 8      |
| 9   | Gino Borsoi              | Aprilia     | +25.262         | 18     | 7      |
| 10  | Steve Jenkner            | Aprilia     | +26.905         | 16     | 6      |
| 11  | Thomas Lüthi             | Honda       | +36.819         | 19     | 5      |
| 12  | Sergio Gadea             | Aprilia     | +45.558         | 23     | 4      |
| 13  | Dario Giuseppetti        | Honda       | +47.997         | 26     | 3      |
| 14  | Andrea Ballerini         | Aprilia     | +48.441         | 22     | 2      |
| 15  | Toshihisa Kuzuhara       | Honda       | +1:06.926       | 28     | 1      |
| 16  | Jordi Carchano           | Aprilia     | +1:18.854       | 32     |        |
| 17  | Mike Di Meglio           | Aprilia     | +1:18.898       | 24     |        |
| 18  | Imre Tóth                | Aprilia     | +1:24.061       | 29     |        |
| 19  | Raymond Schouten         | Honda       | +1:27.129       | 33     |        |
| 20  | Lorenzo Zanetti          | Honda       | +3 Laps         | 27     |        |
| Ret | Vesa Kallio              | Aprilia     | Retirement      | 30     |        |
| Ret | Gioele Pellino           | Aprilia     | Retirement      | 25     |        |
| Ret | Ángel Rodríguez Campillo | Derbi       | Retirement      | 21     |        |
| Ret | Max Sabbatani            | Honda       | Retirement      | 34     |        |
| Ret | Jorge Lorenzo            | Derbi       | Retirement      | 5      |        |
| Ret | Marketa Janakova         | Honda       | Retirement      | 35     |        |
| Ret | Mirko Giansanti          | Aprilia     | Retirement      | 9      |        |
| Ret | Manuel Manna             | Malaguti    | Retirement      | 31     |        |
| Ret | Marco Simoncelli         | Aprilia     | Retirement      | 4      |        |
| Ret | Stefano Perugini         | Gilera      | Retirement      | 12     |        |
| Ret | Pablo Nieto              | Aprilia     | Retirement      | 8      |        |
| Ret | Lukáš Pešek              | Honda       | Retirement      | 20     |        |
| Ret | Mika Kallio              | KTM         | Retirement      | 6      |        |
| Ret | Simone Corsi             | Honda       | Retirement      | 14     |        |
| Ret | Héctor Barberá           | Aprilia     | Retirement      | 2      |        |